# Rosetbakkelse
En rosetbakkelse er et tyndt småkagelignende friturestegt bagværk af svensk og norsk oprindelse. Rosetbakkelser laves traditionelt i tiden op til jul. De er lavet ved hjælp af en kompliceret designet jernform, i Sverige kaldet et struvjärn. Formen opvarmes til en meget høj temperatur i fritureolie, den dyppes i bakkelsedejen, der består af hvedemel, æg, sukker og fløde; så genneddykkes den i den varme olie for at dejen skal blive til en sprød skal rundt om formen. Jernformen løftes op af olien efter kort tid, og rosetten adskilles fra formen. Normalt dyppes rosetbakkelser i enten glasur eller sukker. I Finland kan rosetbakkelser serveres på valborgsaften i stedet for det traditionelle tippaleipä.
| Mad og drikke | Spire Denne artikel om mad og drikke er en spire som bør udbygges. Du er velkommen til at hjælpe Wikipedia ved at udvide den. |